# Druga crnogorska fudbalska liga 2008-2009
La Druga crnogorska fudbalska liga 2008-2009 (seconda lega calcistica montenegrina 2008-2009), conosciuta semplicemente anche come 2.CFL 2008-2009, è stata la 3ª edizione di questa competizione, la seconda divisione del campionato montenegrino di calcio.

## Stagione

### Avvenimenti
Al campionato sono iscritte 12 squadre. Nella edizione precedente sono state promosse Jezero e Jedinstvo Bijelo Polje e retrocesse Gusinje e Tekstilac Bijelo Polje; sono state sostituite da Mladost Podgorica, Bokelj (retrocesse dalla 1.CFL 2007-2008), Mornar e Ribnica (promosse dalla 3.CFL 2007-2008 dopo gli spareggi fra le vincitrici dei gironi, il Polimlje è la squadra esclusa).

### Formula
In stagione le squadre partecipanti sono 12: 2 che sono retrocesse dalla 1.CFL, 8 che hanno mantenuto la categoria e 2 promosse dalla 3.CFL.
Le 12 squadre disputano un girone andata-ritorno; al termine delle 22 giornate ne disputano ancora 11 secondo uno schema prefissato (totale 33 giornate), al termine di queste:
- La prima classificata viene promossa in 1.CFL 2009-2010
- Seconda e terza classificata vanno agli spareggi contro penultima e terzultima di 1.CFL 2008-2009
- Le ultime due classificate vengono retrocesse in 3.CFL 2009-2010

## Squadre
| Club           | Città     | Stadio                  | Posizione 2007-2008                    |
| -------------- | --------- | ----------------------- | -------------------------------------- |
| Bokelj         | Cattaro   | Stadion pod Vrmcem      | 10º in 1. CFL                          |
| Mladost CKB    | Podgorica | Stadion Cvijetni Brijeg | 12º in 1. CFL                          |
| Čelik          | Nikšić    | Stadion Željezare       | 2º in 2. CFL                           |
| Berane         | Berane    | Gradski stadion         | 4º in 2. CFL                           |
| Ibar           | Rožaje    | Stadion Bandžovo Brdo   | 5º in 2. CFL                           |
| Zabjelo        | Podgorica | Stadion Zabjelo         | 6º in 2. CFL                           |
| Bratstvo       | Podgorica | Stadion Ljajkovići      | 7º in 2. CFL                           |
| Crvena Stijena | Podgorica | Stadion Tološi          | 8º in 2. CFL                           |
| Arsenal Tivat  | Teodo     | Stadion u Parku         | 9º in 2. CFL                           |
| Otrant-Olympic | Dulcigno  | Stadion Olimpik         | 10º in 2. CFL                          |
| Mornar         | Antivari  | Stadion Topolica        | 1º in 3. CFL Sud, 1º negli spareggi    |
| Ribnica        | Podgorica | Stadion na Koniku       | 1º in 3. CFL Centro, 2º negli spareggi |

## Classifica
|  | Pos. | Squadra            | Pt | G  | V  | N  | P  | GF | GS | DR  |
|  | ---- | ------------------ | -- | -- | -- | -- | -- | -- | -- | --- |
|  | 1.   | Berane             | 74 | 33 | 23 | 5  | 5  | 63 | 13 | +50 |
|  | 2.   | Mladost Podgorica  | 66 | 33 | 20 | 6  | 7  | 67 | 28 | +39 |
|  | 3.   | Mornar             | 57 | 33 | 16 | 9  | 8  | 36 | 28 | +8  |
|  | 4.   | Otrant-Olympic     | 52 | 33 | 16 | 4  | 13 | 55 | 44 | +11 |
|  | 5.   | Ibar               | 50 | 33 | 15 | 5  | 13 | 40 | 40 | 0   |
|  | 6.   | Bokelj             | 46 | 33 | 11 | 13 | 9  | 35 | 36 | −1  |
|  | 7.   | Bratstvo           | 44 | 33 | 12 | 8  | 13 | 34 | 39 | −5  |
|  | 8.   | Crvena Stijena     | 40 | 33 | 11 | 7  | 15 | 26 | 36 | −10 |
|  | 9.   | Zabjelo            | 39 | 33 | 10 | 9  | 14 | 30 | 35 | −5  |
|  | 10.  | Čelik Nikšić       | 38 | 33 | 10 | 8  | 15 | 28 | 38 | −10 |
|  | 11.  | Arsenal Tivat (−1) | 34 | 33 | 9  | 8  | 16 | 27 | 38 | −11 |
|  | 12.  | Ribnica            | 10 | 33 | 2  | 4  | 27 | 16 | 82 | −66 |

Legenda:
      Promosso in 1.CFL 2009-2010.
  Partecipa agli spareggi-promozione.
      Retrocesso in 3.CFL.
Regolamento:
Tre punti a vittoria, uno a pareggio, zero a sconfitta.
Note:
Arsenal penalizzato di 1 punto per non abbandonato la gara contro il Mornar (5ª giornata).

## Risultati
|                | Ars     | Ber     | Bra     | Bok     | Zab     | Iba     | Mla     | Mor     | Otr     | Rib     | C.S     | Čel     |
| -------------- | ------- | ------- | ------- | ------- | ------- | ------- | ------- | ------- | ------- | ------- | ------- | ------- |
| Arsenal        | ––––    | 0:0     | 3:0 1:1 | 0:0     | 0:0     | 3:1     | 0:1 1:2 | 0:3 0:1 | 1:0     | 1:0 3:0 | 0:1 0:0 | 0:1 2:0 |
| Berane         | 4:0 1:0 | ––––    | 3:0     | 0:0 1:0 | 2:0 1:0 | 3:0 0:1 | 2:1     | 1:1     | 4:0 3:1 | 3:0     | 0:0     | 1:2     |
| Bratstvo       | 0:0     | 0:4 1:1 | ––––    | 2:0 1:1 | 3:0     | 1:2 0:2 | 1:0     | 2:0     | 2:1 1:0 | 2:2 2:1 | 0:1     | 1:0 0:1 |
| Bokelj         | 4:0 1:1 | 1:0     | 0:2     | ––––    | 1:0 3:1 | 2:1     | 1:3 2:2 | 0:0 0:2 | 3:3     | 1:0 1:1 | 1:2 1:1 | 1:0     |
| Zabjelo        | 2:0 1:0 | 1:0     | 2:0     | 2:0     | ––––    | 2:0     | 1:3 2:2 | 0:1 0:0 | 0:1     | 0:0 0:1 | 0:1     | 0:0     |
| Ibar           | 1:0 0:3 | 0:2     | 0:1     | 3:1 1:1 | 0:0 1:1 | ––––    | 1:1 0:2 | 0:2     | 3:1 1:2 | 2:0     | 3:2     | 1:0     |
| Mladost        | 5:0     | 2:1 0:1 | 4:1 3:2 | 1:1     | 4:1     | 4:0     | ––––    | 1:1 2:0 | 2:0     | 6:1     | 0:1 3:0 | 1:1 1:0 |
| Mornar         | 3:0     | 0:2 0:3 | 2:2 0:0 | 2:2     | 2:0     | 0:1 1:0 | 0:1     | ––––    | 1:1     | 3:0     | 1:0 3:0 | 3:1     |
| Otrant         | 1:0 3:0 | 1:3     | 3:0     | 0:1 2:0 | 1:3 3:2 | 3:1     | 2:1 0:4 | 0:0 0:1 | ––––    | 12:2    | 1:1     | 2:1     |
| Ribnica        | 2:6     | 0:1 0:4 | 0:2     | 1:2     | 0:4     | 0:2     | 1:0 1:2 | 1:3 1:2 | 0:1 1:3 | ––––    | 0:1 0:2 | 0:4     |
| Crvena Stijena | 0:1     | 0:2 1:4 | 0:3 1:0 | 1:2     | 2:2     | 0:3     | 1:0 0:3 | 0:1     | 0:1     | 4:0     | ––––    | 0:2 1:2 |
| Čelik          | 1:1     | 0:3     | 1:0     | 0:1 0:0 | 1:2 0:1 | 2:2 0:2 | 2:1     | 3:0     | 2:0 1:5 | 1:1 1:0 | 0:0     | ––––    |

## Spareggi
Penultima e terzultima della prima divisione sfidano seconda e terza della seconda divisione per due posti in Prva crnogorska fudbalska liga 2009-2010. Il Mornar ha conquistato la promozione.